# Габричевский, Георгий Норбертович
Гео́ргий Но́рбертович Габриче́вский (11 [23] февраля 1860, Москва — 5 [18] апреля 1907, Москва) — русский учёный, микробиолог, основатель научной школы, доктор медицины Московского университета (1888), один из организаторов производства бактериологических препаратов в России.

## Биография
Отец Габричевского, Норберт Иосифович, саксонский подданный, был фотографом. В 1860 году он открыл в Арбатской части 5-го квартала, в доме Барыкова, у Тверских ворот, против Страстного монастыря, фотографическую фирму «Римей», названную так по девичьей фамилии его жены, Луизы Римей. При содействии московского фотографа Михаила Тулинова было зафиксировано изобретение Габричевского и выдана привилегия «на изобретённый им перспективный фотографический аппарат 21 ноября 1863 г. на 3 года, по прошению от 12 апреля 1863 г». Сущность изобретения состояла в том, что за счёт особого сочетания стёкол объектива фотографического аппарата стало возможным запечатлеть людей, расположившихся на различных расстояниях от аппарата.
Георгий Габричевский окончил в 1878 году 3-ю московскую гимназию, затем — Медицинский факультет Московского университета (1884). Сразу по окончании университета принял российское подданство.
В 1884—1885 годах он — врач-экстерн в неврологическом отделении Старо-Екатерининской больницы; в 1885—1886 годах — помощник прозектора кафедры физиологии московского университета; был ординатором в пропедевтической терапевтической клинике Черинова. В 1888 году стал доктором медицины за диссертацию: «К вопросу о возбудимости мышц. Экспериментальное исследование».
В 1889—1891 годах командирован за границу, где стажировался в лабораториях И. И. Мечникова, Роберта Коха, Эмиля Ру, Пауля Эрлиха.
Вернувшись в Россию был утверждён (1891) приват-доцентом медицинского факультета. Организовал при терапевтической клинике Московского университета бактериологическую лабораторию, которую возглавлял с 1891 по 1895 год. С 1895 года до конца своей жизни был директором созданного на частные пожертвования Бактериологического института, для которого было предоставлено помещение старого анатомического театра («музеума») в Ново-Екатерининской больнице. В институте сформировал школу русских бактериологов (Н. М. Берестнев, П. В. Циклинская, В. И. Кедровский и др.). После трагической смерти Габричевского институту было присвоено его имя (1909).
Умер, заразившись при проведении опыта по иммунизации животных для приготовления вакцины против крупозной пневмонии. Похоронен на Пятницком кладбище в Москве.

## Научная деятельность
Габричевский — один из основоположников изучения бактериологии в России, автор около 100 научных работ по дифтерии, скарлатине, возвратному тифу, малярии, чуме, общим вопросам бактериологии, разработке методов серотерапии. Габричевским была выдвинута стрептококковая теория скарлатины, предложена убитая противоскарлатинозная вакцина (действие её испытал на себе) и организовано её производство. Первым в России (совместно с Н. Ф. Филатовым) Габричевский успешно применил сывороточное лечение дифтерии. Совместно с Г. А. Левенталем предложил серологическую пробу для диагностики возвратного тифа. Габричевский доказал ведущую роль бактерицидных веществ в разрушении спирохет возвратного тифа в организме человека. Предложил способ культивирования анаэробов в чашках, новый способ определения активной подвижности бактерий; получил антитоксин дизентерии и противодизентерийную сыворотку. Первым в России отстаивал теорию переноса малярии комарами, организовал три экспедиции в малярийные местности.
Созданный Габричевским Бактериологический институт выпускал сыворотки и вакцины. Габричевским было организовано (1894) производство в России противодифтерийной сыворотки, которую начали широко применять на практике. Поддержки не было никакой, и первая лошадь для иммунизации была приобретена на его собственные скудные средства. Работа была тяжёлая. Особых помещений для иммунизации не имелось. В результате неутомимой, энергичной деятельности Габричевского и приближённой группы ученых, к осени 1895 года были выстроены конюшни для 22 лошадей: 18 иммунизировались для получения противодифтерийной сыворотки, 1 — противостолбнячной и 3 — противострептококковой.
За десять лет (1895—1905) из-под пера сотрудников бактериологического института вышло 200 научных работ. Авторы этих работ — Л. С. Розенталь, H. М. Берестнев, П. В. Циклинская, С. С. Муравьев, В. И. Молчанов, И. Л. Бомштейн, С. С. Стериопуло, В. И. Яковлев. Ежедневно за завтраком на один час собирались все сотрудники. Здесь шла оживленная беседа по вопросам бактериологии и биологии. Л. А. Чугаев, который произнёс речь на заседании X пироговского съезда, посвящённого памяти безвременно ушедшего из жизни Габричевского, подчёркивал, что в институте не было «ни эллина, ни иудея, ни варвара», все были равны, и все сотрудники были одинаково спаяны любовью к Науке и Родине.

### Основные труды
- «К вопросу о возбудимости мышц: Эксперим. исслед. Г. Н. Габричевского» (М.: Унив. тип., 1888. — 140 с.)
- «Очерк нормальной и патологической морфологии крови» (М.: Унив. тип., 1891. — 62 с.)
- Габричевский, Г. Руководство к клинической бактериологии для врачей и студентов. С 31 рисунком в тексте и с 4 таблицами. — СПб.: К. Л. Риккер, 1893. — 172 с.
- Габричевский, Г. Бубонная чума и меры борьбы против неё: Лекция. — М.: Тип. М. Г. Волчанинова, 1897. — 26 с.
  - Габричевский, Г. Бубонная чума и меры борьбы против неё: Лекция. — 2-е изд. — М.: Т-во скоропеч. А. А. Левенсон, 1904. — 30 с.
- Габричевский, Г. Медицинская бактериология. — 2-е изд. — М., 1903. — 414 с.
  - Габричевский, Г. Медицинская бактериология. — 3-е изд., значит. доп. — СПб.: Изд-е К. Л. Риккера, 1907. — XII, 496, V с.
  - Габричевский, Г. Медицинская бактериология. — 4-е изд., посмертное, доп. — М.: Тип. И. Н. Кушнерев и Ко, 1909. — 560 с.

## Семья
Брат: Валерий (Валериан) Норбертович Габричевский — профессор физики Донского политехнического института; его жена Нина Анатольевна (ур. Семенова, дочь военного инженера в отставке Анатолия Александровича Семёнова), дети Михаил и Юрий, близнецы р.14 апр.1906 г. (ГБУ "ЦГА Москвы, ф 2125, о.2, д.71)
Сестра: Марина (Мария) Норбертовна Габричевская (Жизневская), на 1906 г — вдова надворного советника.
Сестра: Александра Норбертовна Браун, на 1906 г. жена студента Московского Университета.
Жена: Елена Васильевна Бодиско (21 фев. 1862 — 13 сент. 1930).
Дети:
- Александр (1891—1968) — искусствовед, литературовед, переводчик, доктор искусствоведения;
- Евгений (1893—1979) — ученый биолог, художник;
- Георгий (1896—1979) — художник, учитель;
- Елена (1899—1937);
- Ирина (1900—1996), замужем за Сергеем Михайловичем Кочубеем.

## Память
- Московский НИИ эпидемиологии и микробиологии им. Г. Н. Габричевского[4][5].
- В 1960 году была выпущена почтовая марка СССР, посвященная Габричевскому.
- в ГМИИ им. А. С. Пушкина находится его бюст работы скульптора О. Родена.
- В 1965 году в Москве появилась улица Габричевского